# Scoparia canicostalis
Scoparia canicostalis là một loài bướm đêm trong họ Crambidae.